# Ritratto di Carlo duca di York e Albany
Carlo I è ritratto a circa dodici anni abbigliato con gli abiti caratteristici dell'Ordine della Giarrettiera. In quel tempo Carlo era duca di York e duca d'Albany, mentre erede al trono era il fratello maggiore Enrico. 
Il ritratto è ufficiale.